# Kaspar Heinrich Winterhalter

Kaspar Heinrich Winterhalter (1997)

Kaspar Heinrich Winterhalter (* 17. Februar 1934 in Zürich; † 9. Oktober 2023 ebenda; heimatberechtigt in Lichtensteig) war ein Schweizer Biochemiker und Professor an der ETH Zürich.

## Leben
Kaspar H. Winterhalter besuchte die Schulen in Davos und Zürich. Er studierte Medizin an den Universitäten Genf, Rom und Zürich und schloss 1960 mit dem Staatsexamen an der Universität Zürich ab. Von 1960 bis 1961 promovierte er zu «Course and Prognosen of Lymphogranuloma (Hodgkin’s disease)». Nach dem Studium ging er in die Vereinigten Staaten, wo er während mehrerer Jahre zuerst im Department of Medicine an der University of Washington in Seattle und dann im Department of Biochemistry an derselben Universität tätig war. Anschliessend folgte ein zweijähriger Aufenthalt an der University of British Columbia in Vancouver. Nach seiner Rückkehr nach Zürich habilitierte er sich bei Robert Schwyzer am Laboratorium für Molekularbiologie der ETH Zürich mit einer Arbeit über die Rekonstitution von Hämoglobin aus seinen Bausteinen. Von 1965 bis 1970 war er ebendort Oberassistent. Von 1970 bis 1977 war Winterhalter am Friedrich-Miescher-Institut in Basel tätig, wo er seit 1975 die Abteilung für Molekularbiologie leitete. Winterhalter erforschte in dieser Zeit die Differenzierung der roten Blutkörperchen unter dem Einfluss des Hormons Erythropoietin und untersuchte die Struktur-Funktionsbeziehungen bei Proteinen, insbesondere beim Hämoglobin. Am 1. Oktober 1977 wählte der Bundesrat Winterhalter zum ordentlichen Professor für Biochemie der ETH Zürich. Von 1986 bis 1993 hatte er zudem verschiedene Gastprofessuren in Europa und den USA inne. Von 1988 bis 1992 stand er als Vorsteher der Abteilung Biologie vor und war während einigen Amtsperioden Vorsteher des Laboratoriums für Biochemie. Am 1. Oktober 2000 wurde Winterhalter an der ETH Zürich emeritiert.

## Forschung
In seiner Forschung befasste sich Kaspar Winterhalter vorwiegend mit biochemischen Reaktionen rund um den Stoffwechsel, unter anderem im Kontext der Diabetesforschung. Zudem erforschte er biochemische Bewegungen in Zellmuskeln. Bereits 1958 hatte er an der schweizerischen Himalayaexpedition als Expeditionsarzt zum Dhaulagiri, dem letzten damals noch unbestiegenen Achttausender, teilgenommen, um Fragen des Eisenstoffwechsels unter Extrembedingungen zu analysieren. Winterhalter trug an der ETH Zürich zur Überarbeitung des Biochemie-Curriculum und zur Stärkung des Fachbereichs Biochemie bei.

## Mitgliedschaften und Auszeichnungen
- 1974 Friedrich-Miescher-Preis der Schweizerischen Gesellschaft für Biochemie
- 1982–1984 Präsident der Schweizerischen Gesellschaft für Hämatologie
- 1993–1996 Präsident der Union Schweizer Gesellschaften für experimentelle Biologie
- Senatsmitglied der Schweizerischen Akademie der Medizinischen Wissenschaften
- Mitglied verschiedener Forschungsakademien und wissenschaftlicher Finanzierungsgesellschaften

## Publikationen (Auswahl)
- Der letzte Achttausender. Dhaulagiri-Expedition 1958. Hallwag, Bern 1959.
- Verlauf und Prognose der Lymphogranulomatose anhand von 140 Fällen. Diss. Univ. Zürich, 1961. Juris-Verlag, Zürich 1961.
- Synthese und Eigenschaften eines neuartigen Hämoglobins. Seine Implikationen für die Regulation der Biosynthese und die Aufklärung allosterischer Effekte beim Hämoglobin. Habilitationsschrift der ETH. ETH, Zürich 1968.

Winterhalter veröffentlichte über 200 Artikel in renommierten Fachzeitschriften.